# Salvatore Minore
Antonio Salvatore Minore, soprannominato Totò (San Vito lo Capo, 16 novembre 1927 – Palermo, 20 novembre 1982), è stato un mafioso italiano, legato a Cosa Nostra.

## Biografia
Figlio di una famiglia agraria, ha retto dagli anni '50, insieme al fratello Calogero, il mandamento di Trapani comprendente le Famiglie di Trapani, Valderice e Paceco. Era anche legato da amicizia con uno dei più grandi costruttori siciliani, il cavaliere del lavoro catanese Carmelo Costanzo. 
Nell'ottobre 1957 era presente all'incontro avvenuto all'Hotel delle Palme di Palermo tra i boss della mafia italo-americana e quella siciliana. Nel 1966 emigrò negli Stati Uniti dopo essersi sottratto alla misura del soggiorno obbligato (secondo Antonino Calderone, avrebbe ottenuto il passaporto per l'espatrio attraverso il sottosegretario Giuseppe Lupis) e si legò alla famiglia Gambino, aprendo una serie di pizzerie che fungevano da copertura per il traffico di droga. Viaggiò anche in Libia, Brasile (dove possedeva un albergo) e Argentina (insieme a Tommaso Buscetta). Secondo un rapporto della DEA (l'agenzia antidroga statunitense), Minore era implicato nel traffico di stupefacenti verso gli Stati Uniti in collegamento con i mafiosi siculo-americani Ambrogio Farina, Calogero Di Maria e Natale Evola, legati alla Famiglia Bonanno di New York.
Rientrato definitivamente in Italia nel 1975, secondo diversi testimoni di giustizia e investigatori, il sequestro avvenuto il 17 luglio dello stesso anno ai danni dell'imprenditore di Salemi Luigi Corleo, suocero dell'esattore Nino Salvo, il cui corpo non fu mai ritrovato, fu compiuto dai corleonesi per minare il prestigio dei Badalamenti, Bontate ed, appunto, dei Minore.
Nel 1977 il nome di Minore fu fatto nell'ambito del sequestro dell'armatore trapanese Michele Rodittis rapito e rilasciato tre giorni dopo, con i rapitori trovati uccisi.
Minore fu strangolato dai Corleonesi nel novembre 1982, durante la seconda guerra di mafia, insieme ad altri mafiosi trapanesi, nel corso di un summit a Palermo e il suo corpo non fu mai trovato. 
Le modalità della morte furono descritte da alcuni pentiti corleonesi nel 1998.
Per lungo tempo si pensò che fosse morto da latitante in America. Per questo il suo nome fu legato all'omicidio del sostituto procuratore della Repubblica di Trapani Giangiacomo Ciaccio Montalto, avvenuto a Valderice nel gennaio 1983.
Il suo posto, dopo un breve interregno di Cola Gucciardi, fu preso da Vincenzo Virga, alleato dei corleonesi nella guerra di mafia dei primi anni ottanta insieme a Francesco Messina Denaro di Castelvetrano e Mariano Agate di Mazara del Vallo.
Il fratello Calogero, arrestato nel 1986, morì d'infarto nel 1998, senza che le sue condanne fossero diventate definitive.